# Ducey

Ducey este o comună în departamentul Manche, Franța. În 1 ianuarie 2018 avea o populație de 2.537 de locuitori.